# Richard Tisei
Richard R. Tisei, född 13 augusti 1962 i Somerville, Massachusetts, är en amerikansk fastighetsmäklare och politiker (republikan). Han har tjänstgjort i båda kamrarna av Massachusetts General Court i sammanlagt 26 år och var åren 2007–2011 minoritetsledare i den övre kammaren. Han har även varit Republikanernas kandidat till viceguvernör i delstaten 2010 samt till USA:s representanthus för Massachusetts 6:e distrikt 2012 och 2014. Tipei är styrelseordförande för Log Cabin Republicans.

## Biografi

### Bakgrund
Richard Tisei är barnbarn till italienska invandrare med ursprung i Tivoli. Han tog examen från Lynnfield High School i Lynnfield, Massachusetts, 1981 och filosofie kandidatexamen från American University 1984. Intresset för politik fick Tisei i samband med ett skolbesök till delstatens parlamentsbyggnad Massachusetts State House. 1982 praktiserade han hos dåvarande vicepresidenten George H.W. Bush.

### Politisk karriär

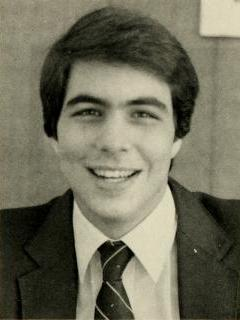
Representanthusledamoten Tisei, 1985.

Tisei kandiderade i valet 1984 som republikan till Massachusetts representanthus för 22:a Middlesex-distriktet där han vann mot demokraten Donald Flanagan med rösterna 11 189–8 263. Enbart 22 år gammal, gjorde detta Tisei till den yngsta republikanen någonsin vald till Massachusetts lagstiftande församling, ett rekord han fortfarande håller. Han blev omvald 1986 och 1988 med stora majoriteter.
1990 ställde Tisei upp som republikanernas kandidat i senaten för att ersätta avgående demokraten John A. Brennan där han fick 54 procent av rösterna mot demokraten Mike Festa och oberoende kandidaten Paul Maisano. Han kom därefter att bli omvald utan någon motkandidat i alla resterande val med undantag för 2000 och 2004 som han båda vann mot de demokratiska motståndarna. Som senator har Tisei suttit i flera utskott och arbetat med bland annat äldre- och mentalvård, skydd för visselblåsare, sänkta skatter och legalisering av samkönade äktenskap. 2007 blev han vald till Republikanernas ledare och senatens minoritetsledare som han var i två mandatperioder.
2010 meddelade Tisei att han inte tänkte kandidera för omval och istället ställa upp som kandidat för viceguvernör tillsammans med Charlie Baker. Duon kom dock att förlora med 48–42 procent mot demokraterna Deval Patrick och Tim Murray. Tisei efterträddes på sin senatplats av demokraten Katherine Clark.
I kongressvalet 2014 kandiderade Tisei till USA:s representanthus för Massachusetts 6:e distrikt. Han förlorade då mot sittande demokraten John F. Tierney i valet jämnaste möte i New England med 3 500 rösters marginal av över 374 000 lagda. I följande val 2016 gjorde Tisei ett nytt försök, men förlorade även denna gång, då mot demokraten Seth Moulton som besegrade Tierney i föregående primärval.
Tisei arbetar sedan 2015 som politisk rådgivare åt Preti Strategies. Han är även styrelseordförande för Log Cabin Republicans som verkar för HBT-rättigheter inom det Republikanska partiet.

## Privatliv
Richard Tiesi är sedan juli 2013 gift med Bernie Starr och de bor i Wakefield, Massachusetts. Tisei arbetar på sidan om politiken som fastighetsmäklare hos Berkshire Hathaway Commonwealth och har haft flera förtroendeuppdrag kopplade till branschen.